# P'tit Gus
P'tit Gus est un héros et une série de bande dessinée illustrée par Raymond Poïvet sur des scénarios de Remo Forlani. C'est une bande dessinée fantastique qui se déroule dans le monde rural français.

## Résumé
« P'tit Gus » est un ouvrier agricole, jeune et sympathique, qui rencontre une jolie fille étendue en travers du chemin. Elle se dit espagnole, et en danger.
Il est alors confronté à des hommes à tête d'animaux. Les habitants de la région semblent devenus fous.

## Personnages
- P'tit Gus, garçon de ferme, simple et dégourdi[1].
- Une jeune femme, qui dit venir d'Espagne, et dont le père, maçon, a été assassiné[2].
- Plusieurs hommes à tête d'animaux, hostiles[1].

## Publication
La série est publiée dans la revue Chouchou. Elle est interrompue et n'est jamais achevée, malgré ses qualités.

## Jugements sur la série
Jacques Sternberg, Michel Caen et Jacques Lob estiment que cette série est l'une des plus belle séries inachevées de Chouchou. Selon eux, c'est l'une des plus passionnantes, avec le fantastique mis en relief par le cadre réaliste de l'ensemble, un « suspense savamment dosé, un style vivant et direct ». Les dessins de Raymond Poïvet sont « réalisés avec intelligence et sensibilité ».